# Estação da Luz, 1880
Estação da Luz, 1880 é uma pintura de Benedito Calixto que se encontra sob a guarda de Museu Paulista. Trata-se de um óleo sobre tela, medindo 50x60,5 cm e não está datado. É possível perceber por meio do quadro que no meio da via existiam os trilhos da linha de bondes de tração animal que ligavam aquela estação com o centro da cidade de São Paulo. Calixto teria se baseado em fotos da época para pintar esta obra. Um registro desta obra figurou em "A paisagem paulistana à época do telefone", publicação que incluía inúmeras reproduções de telas tanto de Benedito Calixto quanto de José Wasth Rodrigues, retratando a capital paulista na segunda metade do século XIX.

## Contexto
Originalmente, quando a estação havia sido inaugurada no ano de 1867, ela contava com apenas um pavimento, sendo depois ampliada e recebendo um segundo pavimento, tal como aparece na obra de Calixto. A partir de um relatório para o Presidente da Província de 1865, é possível perceber que a estação ficava inicialmente longe da atual. Dizia o referido relatório: "a casa dos passageiros, sita no alinhamento do prolongamento da rua Alegre é por demais inconveniente; porque obrigará certamente a ser fechada a cancella d'esta rua em quase todo o dia, com um muito grave embaraço do transito publico da mesma rua".

## Características
A obra foi produzida com tinta a óleo, tela. Suas medidas são: 49,5 centímetros de altura e 60,5 centímetros de largura. Faz parte de Coleção Fundo Museu Paulista, Coleção Museu Paulista. O número de inventário é 1-19011-0000-0000.

## Galeria
Afirma-se que Benedito Calixto teria se baseado em fotos da época para pintar esta obra.

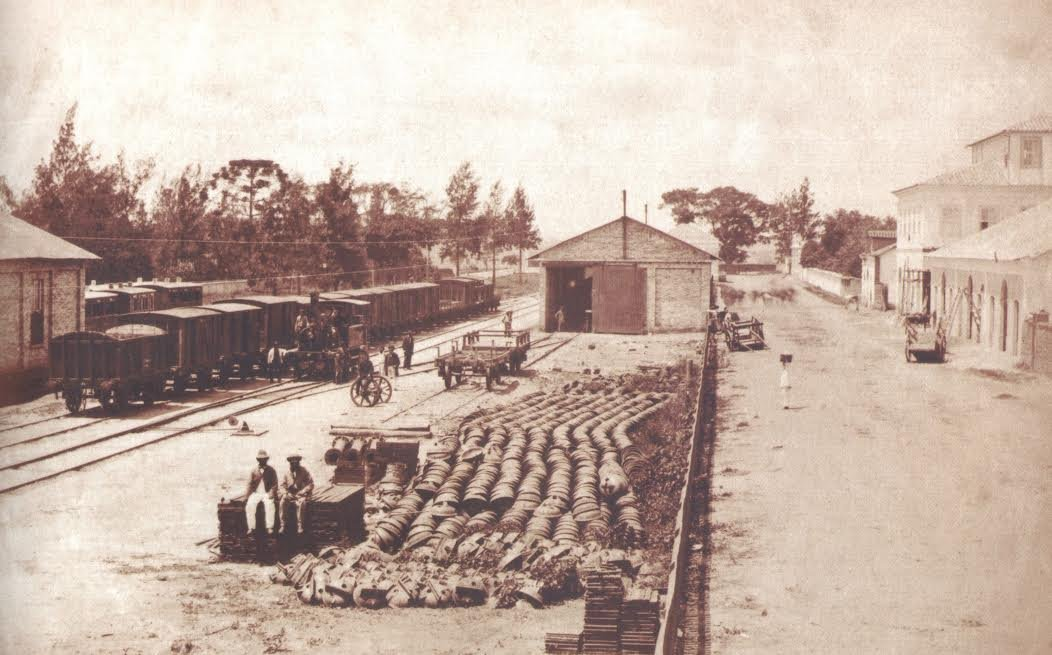
Estação da Luz em fotografia datada da década de 1860
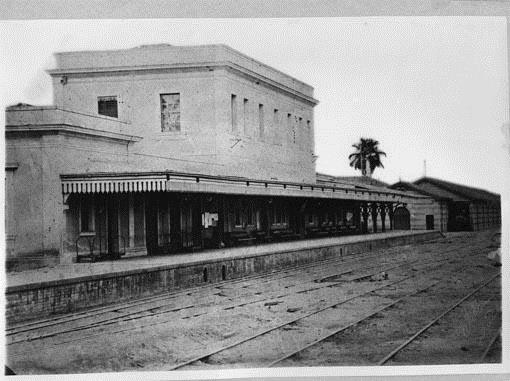
Estação da Luz em fotografia datada da década de 1880, registro de Pedro Hoenen.
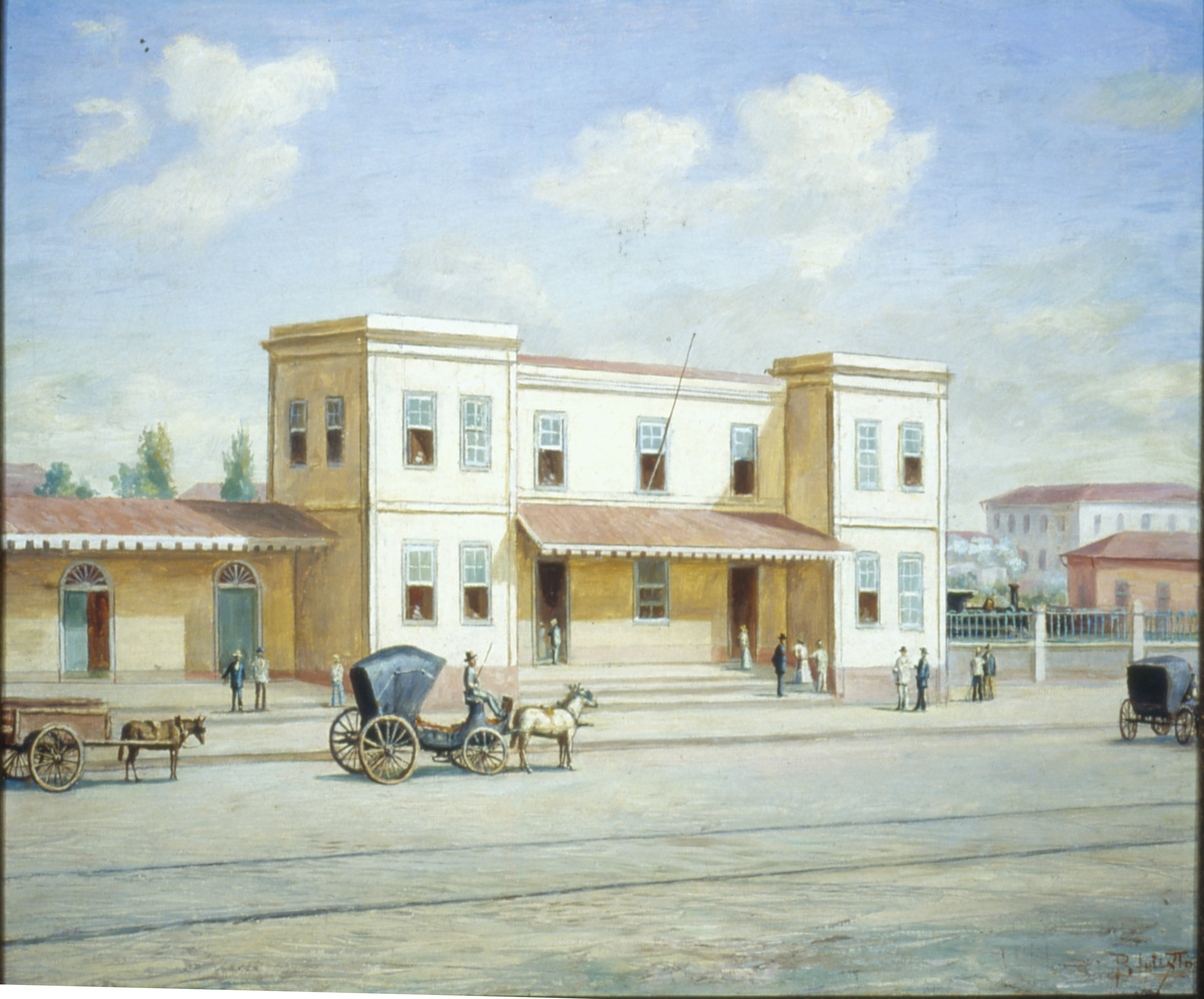
Obra de Benedito Calixto, que teria se baseado em fotografias da época